# 수퍼 소닉 3
"수퍼 소닉 3"(영어: Sonic the Hedgehog 3)는 2024년 개봉한 모험, 액션 코미디 영화이다. 영화 《수퍼 소닉》 시리즈의 세 번째 작품이자, 영화 《수퍼 소닉 2》의 속편이다.

## 줄거리
1974년, 외계 고슴도치 섀도우를 태운 운석이 오클라호마주에 추락하여 미군에 의해 압수된다. 섀도우의 힘은 캡틴 월터스의 감독 하에 G.U.N. 연구 시설에서 제럴드 로보트닉 교수에 의해 실험된다. 섀도우는 또한 제럴드의 손녀인 마리아와도 친한 관계를 맺는다. 어느 날 밤, 제럴드, 마리아, 섀도우가 섀도우가 잡혀가는 것을 막기 위해 시설을 탈출하려던 중, 마리아는 폭발로 인해 우발적으로 사망한다. 월터스는 시설을 폐쇄하고 제럴드를 투옥하며 섀도우를 가사 상태에 둔다.
50년 후인 2024년, 정체불명의 개인이 일본 해안에 있는 G.U.N. 감옥 시설 시스템을 해킹하여 복수심에 불타는 섀도우를 풀어준다. 소닉은 테일즈, 너클즈, 그리고 입양 부모인 톰과 매디 와초스키와 함께 몬태나주 그린 힐스에서 지구 도착 기념일을 축하한다. G.U.N. 국장 로크웰이 도착하여 소닉, 테일즈, 너클즈(통칭 "팀 소닉")를 도쿄에서 섀도우를 체포하는 데 도움을 주도록 모집한다. 그러나 그는 세 명을 압도하고 도망친다.
팀 소닉은 현재 사령관이 된 월터스를 만나 섀도우의 과거에 대해 듣는다. 갑자기 닥터 이보 로보트닉의 드론이 공격하여 월터스에게 치명상을 입히고, 월터스는 죽기 전에 소닉에게 키카드를 건넨다. 로크웰이 사라진 키카드를 발견하고 그들에게 등을 돌리자 그들은 G.U.N.의 도움 없이 섀도우를 찾기로 결정한다. 팀 소닉은 이보의 조수인 스톤 요원을 만나는데, 그는 공격에 대한 관여를 부인한다. 그들은 이보와 불안한 동맹을 맺고 훔친 드론을 버려진 G.U.N. 시설까지 추적한다.
이보는 섀도우의 탈출과 훔친 드론의 배후인 소원해진 할아버지 제럴드를 만난다. 섀도우는 다른 사람들을 붙잡는다. 제럴드는 키카드가 그가 G.U.N.을 위해 설계한 궤도 레이저 우주 병기인 이클립스 캐논을 활성화하는 데 필요한 두 개의 키카드 중 하나라고 설명하며, 이 병기는 지구상의 어느 곳이든 목표로 삼아 파괴할 수 있다. 그는 마리아의 죽음에 대한 복수를 위해 런던에 있는 G.U.N. 본부를 파괴할 계획이라고 주장하며, 이보는 그에게 합류하기로 동의한다. 섀도우는 테일즈에게서 키카드를 빼앗고 소형 블랙홀을 활성화하여 기지를 파괴하고, 그와 로보트닉스, 스톤은 떠난다.
팀 소닉은 링 포털을 사용하여 탈출하고, 로보트닉스 일가와 로크웰에 대항하여 G.U.N. 본부에서 두 번째 키카드를 훔치기 위해 톰과 매디를 동원한다. 톰은 월터스로 변장하여 키카드를 성공적으로 얻지만, 톰의 변장을 믿고 G.U.N.에 분노한 섀도우는 그에게 심각한 상처를 입히고 키를 가져가 로보트닉스 일가가 이클립스 캐논을 발사하게 한다. 격분한 소닉은 테일즈와 너클즈를 버리고 마스터 에메랄드를 훔치며, 그 안에 들어있는 7개의 카오스 에메랄드를 사용하여 초능력을 얻는다. 소닉은 섀도우와 대결하고, 섀도우 또한 카오스 에메랄드의 에너지를 흡수하여 초능력을 얻는다. 소닉은 결국 섀도우를 압도하지만, 자신이 복수심에 사로잡혀 있다는 것을 깨닫고 물러선다. 소닉은 섀도우에게 그의 수호자 롱클로를 잃은 것과 잃어버린 사람들에 대한 사랑이 복수보다 더 중요하다는 것을 이야기한다. 마음을 바꾼 섀도우는 캐논을 막는 것을 돕기로 동의한다.
이클립스 캐논 안에서 제럴드는 마리아의 죽음에 대한 복수를 위해 지구를 파괴하려 한다. 경악한 이보는 인류를 파괴하는 대신 지배하기를 선호하며 발사 시퀀스를 중단하려 하지만, 제럴드는 제어 콘솔을 파괴한다. 테일즈와 너클즈가 도착하고, 세 명은 제럴드를 원자로 핵심부로 밀어 넣어 그를 죽인다. 소닉과 섀도우는 캐논의 광선을 막고, 이보, 테일즈, 너클즈는 광선을 지구에서 멀리 조종하여 실수로 달의 일부를 잘라낸다. 소닉은 섀도우와 함께 캐논의 광선을 막다가 초능력 형태와 의식을 잃고 지구로 떨어진다. 테일즈와 너클즈는 링 포털을 사용하여 소닉을 그린 힐스로 데려와 구한다. 캐논의 핵심부가 녹기 시작하자, 이보는 스톤을 그의 유일한 친구로 인정하는 마지막 발표를 한 후, 그와 섀도우는 폭발하기 전에 캐논을 지구에서 멀리 옮기기 위해 자신을 희생한다. 소닉은 테일즈, 너클즈와 화해하고 톰은 부상에서 회복한다.
테일즈, 너클즈와의 경주 중, 소닉은 실수로 뉴욕 외곽으로 가게 되고, 그곳에서 메탈 소닉 로봇 군대에 의해 기습당하고 에이미 로즈의 도움으로 구출된다. 다른 곳에서는 섀도우가 캐논의 파괴에서 살아남았다.

## 출연

### 목소리 출연
- 벤 슈워츠 - 소닉 더 헤지혹 (캐릭터) 역
- 콜린 오슐그네시 - 테일즈 (소닉 더 헤지혹) 역
- 이드리스 엘바 - 너클즈 디 에키드나 역
- 키아누 리브스 - 섀도우 더 헤지혹 역

### 실사 캐스팅
- 제임스 마즈든 - 톰 워쇼스키 역
- 티카 섬프터 - 매디 워쇼스키 역
- 짐 캐리 - 닥터 로보트닉 / 에그맨 역
- 나타샤 로스웰 - 라첼 역
- 애덤 팰리 - 웨이드 위플 역
- 리 마즈두브 - 에이전트 스톤 역
- 톰 버틀러 - 월터스 사령관 역
- 알릴라 브라운 -  마리아 로보트닉 역
- 크리스틴 리터 - 록웰 국장[8] 역
- 셰마 무어[9] - 랜들 핸들 역
- 요르마 타코니 - 카일[10] 역
- 소피아 페르나스 - 가브리엘라 역
- 크리스토 페르난데스[11] - 후안 / 파블로 역

### 한국판 성우진
- 엄상현 - 소닉 더 헤지혹 (캐릭터) 역
- 조현정 - 테일즈 (소닉 더 헤지혹) 역
- 홍범기 - 너클즈 디 에키드나 역
- 김환진 - 닥터 로보트닉 / 에그맨 역
- 정재헌 - 섀도우 더 헤지혹 역
- 위훈 - 톰 워쇼스키 역
- 최덕희 - 매디 워쇼스키 역
- 임주현 - 라첼 역
- 변영희 - 웨이드 위플 역
- 안용욱 - 에이전트 스톤 역
- 유해무 - 월터스 사령관 역
- 임하윤[12] - 마리아 로보트닉 역
- 조진숙 - 록웰 국장 역
- 시영준 - 랜들 역
- 박요한 - 후안 / 파블로 역

### 일본판 성우진
- 나카가와 타이시 - 소닉 더 헤지혹 (캐릭터) 역
- 모리카와 토시유키 - 섀도우 더 헤지혹 역
- 히로하시 료 -  테일즈 (소닉 더 헤지혹) 역
- 키무라 스바루 - 너클즈 디 에키드나 역
- 나카무라 유이치 -  톰 와코우스키 역
- 이노우에 마리나 -  매디 와코우스키 역
- 야마데라 코이치 - 닥터 로보트닉 / 제럴드 로보트닉 역
- 유우키 아오이[13] - 마리아 로보트닉 역
- 하마노 다이키 - 스톤 역
- 사와키 이쿠야 - 월터스 역
- 사쿠야 슌스케 - 랜들 핸들 역
- 사이토 코즈에 - 레이첼 역
- 요시다 우론타 - 웨이드 휘플 역

## 관객수
- 약 17,000명[14]

## 같이 보기
- 비디오 게임을 원작으로 한 영화 목록

## 참고 사항
- 짐 캐리가 은퇴를 고려하고 있다는 말이 나와 향후 닥터 로보트닉 역을 계속 맡을지 알 수 없었다. 그러나 이후 짐 캐리는 각본에서 에그맨의 역할이 중요하다면 은퇴를 미룰 의향이 있다고 언급을 하였으며 이후 짐 캐리의 복귀가 확정되었다. 다만 제작사에서 대체 캐스팅은 없다고 공언했으며, 짐 캐리도 은퇴를 미룬다고 했지 은퇴를 안 한다고 하지 않았고, 영화 제작에는 긴 시간이 걸리므로 다음 작에서도 출연이 가능할지 알 수 없기에 이번 작에서 로보트닉이 완전 퇴장할 가능성이 크다.